# Croton emeliae
Espèce
Croton emeliae est une espèce de plantes à fleurs du genre Croton et de la famille des Euphorbiaceae, présente aux Comores.
Il a pour synonyme :
- Croton bifurcatus var. emeliae, (Baill.) Müll.Arg. , 1866